# Badarisama sojae
Badarisama sojae är en svampart som beskrevs av Kunwar, J.B. Manandhar & J.B. Sinclair 1986. Badarisama sojae ingår i släktet Badarisama, divisionen sporsäcksvampar och riket svampar.   Inga underarter finns listade i Catalogue of Life.